# Fabege
Fabege AB ist ein schwedisches Unternehmen, das in der Immobilienwirtschaft auf dem Gebiet der gewerblichen Immobilien tätig ist und an der Börse in Stockholm gelistet ist.
Das Unternehmen wurde 1924 von O. P. Wihlborg in Malmö gegründet und war bis Mai 2005 unter dem Namen Wihlborgs Fastigheter AB tätig. Der wichtigste Markt ist neben der Stockholmer Innenstadt auch der Großraum Stockholm, u. a. in Kista, Solna, Täby oder Nacka. Auch verfügt das Unternehmen über Bauplätze, die in Zukunft bebaut und vermarktet werden sollen, sobald Interesse besteht.
Der Börsenwert betrug zum 31. Dezember 2004 13 Milliarden SEK, so dass Fabege das größte Immobilienunternehmen an der Stockholmer Börse war. 